# I Wanna Know
「I Wanna Know」（アイ・ワナ・ノウ）は2006年9月6日に発売されたAIの14枚目のシングル。

## 概要
PEPSI NEXキャンペーンCMソングに起用されたアップテンポ・ナンバー。
初回限定盤にはDVDが付いている。

## 収録曲

### CD
1. I Wanna Know（4:15）
  - 作詞：AI　作曲：AI, DJ WATARAI, JiN 編曲：DJ WATARAI, JiN
2. I Wanna Know (Remix)（4:26）
  - リミキサー：D-Cyde
3. I Wanna Know (Instrumental)（4:15）

### DVD
AI CLUB TOUR 2006
1. Interview
2. Photo Session
3. Club Tour
4. “Welcome 2 Da　Party"
5. "No Way"
6. Making VIDEO